# Cosmologia cíclica conforme

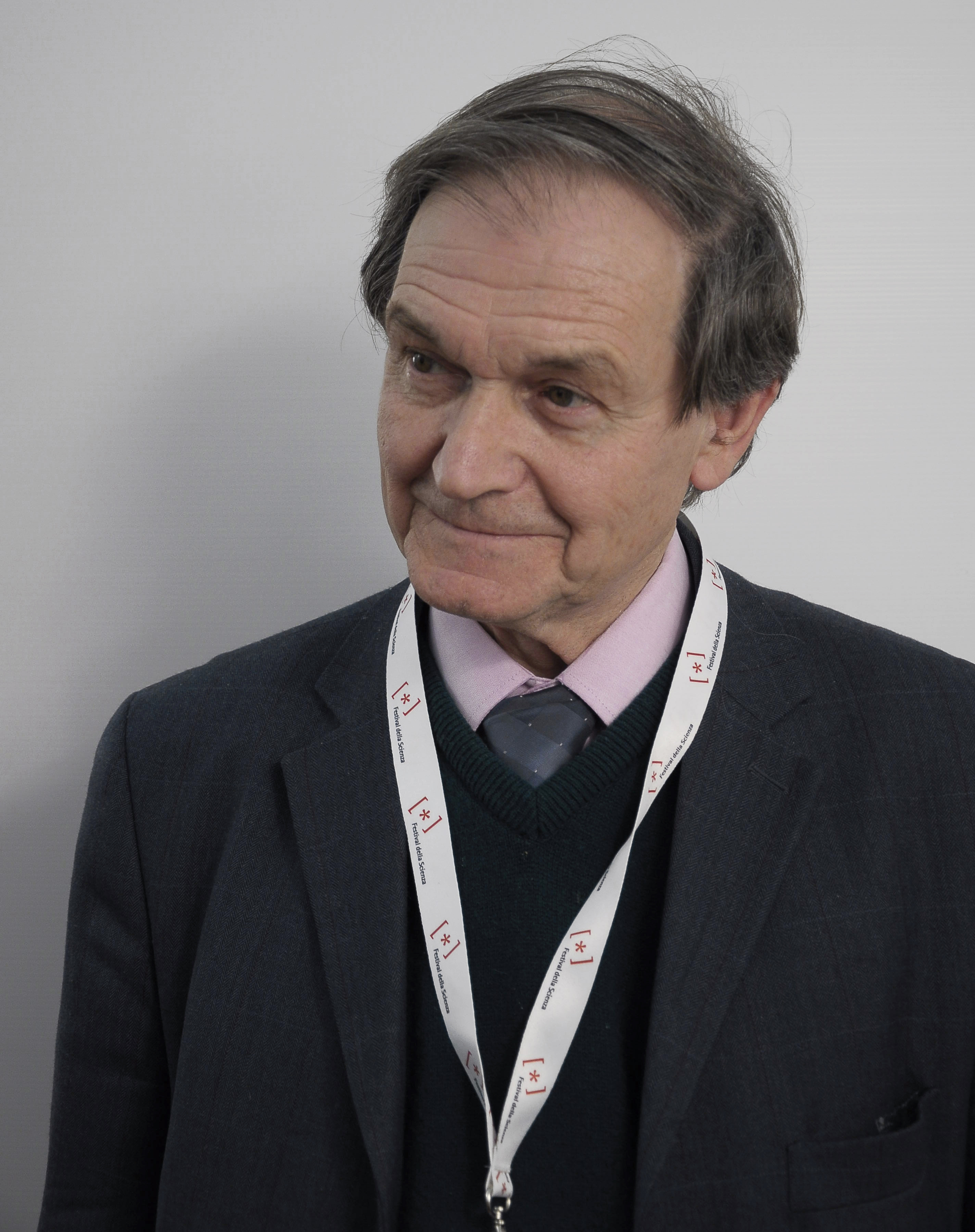
Fotografia de Roger Penrose l'any 2011, creador del model.

La cosmologia cíclica conforme (CCC) és un model cosmològic dins el marc de la relativitat general que fou proposat pel físic teòric sir Roger Penrose. En la CCC, l'univers passa per cicles infinits, amb la futura infinitat de tipus temps de cada iteració prèvia, identificada com la singularitat gravitatòria del big-bang de la iteració següent. Penrose descriu aquesta teoria en la seva obra del 2010, Cycles of Time: An Extraordinary New View of the Universe.
La geometria de l'univers té un paper clau en la teoria de Penrose.

## Base
La base de Penrose és la connexió d'una seqüència numerable d'espais-temps FLRW oberts, cadascun dels quals representa un big-bang seguit per una expansió futura infinita. Penrose s'adonà que la frontera conforme passada d'una còpia d'espaitemps FLRW es pot «unir» a la frontera conforme futura d'una altra si es produeix una transformació conforme adequada. En particular, es multiplica cada mètrica FLRW individual {\displaystyle g_{ab}} pel quadrat d'un factor conforme {\displaystyle \Omega } que s'acosta a zero a mesura que s'acosta a la infinitat de tipus temps, «aixafant» la frontera conforme futura i convertint-la en una hipersuperfície conformement regular (que és de tipus temps si l'univers té una constant cosmològica positiva, com es creu actualment). El resultat és una nova solució a les equacions d'Albert Einstein que, segons Penrose afecta, l'univers sencer i que es compon d'una seqüència de sectors que Penrose anomena eons.